# Тріада часу
«Тріада часу» — літературне об'єднання, яке засноване у Дрогобичі у 2019 році письменницею та педагогом Галиною Жубіль та журналістом Олегом Стецюком.
Символом літературного об'єднання є скульптурна група «Тріада» з колишньої вілли-палацу нафтових баронів Гартенбергів у Дрогобичі (вул. Шевченка, 36).
«Тріада часу» видає однойменні тематичні збірники. Це літературно-художня різножанрова серія. А назва від того, що вона містить у собі твори про минуле, сьогодення та майбутнє Дрогобича та його мешканців. Також до серії стали включати й краєзнавчу тематику з історії Дрогобича та його жителів. Станом на 2021 рік вийшло 4 випуски. Також об'єднання проводить Всеукраїнські літературні конкурси, за результатами яких твори переможців друкують у тематичних збірниках.
Авторами видань «Тріади…» є, зокрема: історик Леонід Тимошенко, письменник Юрій Андрухович, журналістка та письменниця Єва Райська, ізраїльська поетеса Іда Генефельд-Рон, польська поетеса Станіслава Ярмаковіч (Stanisława Jarmakowicz), один з учнів Бруно Шульца Зеєв (Вільгельм) Фляйшер, польський поет та священнослужитель Люблінської архідієцезії Альфред Марек Вєжбицький (Alfred Marek Wierzbicki), професор Михайло Шалата, перекладачка та мистецтвознавець Ярослава Павличко, поет Василь Махно, поетка та перекладачка Наталія Бельченко, письменниця Аліса Гаврильченко, письменник Володимир Кузнєцов та ін.